# Козаченко Олексій Костянтинович
Олексій Костянтинович Козаченко (1921—1976) — полковник Радянської Армії, учасник Другої світової війни, Герой Радянського Союзу (1943).

## Біографія
Олексій Козаченко народився 23 грудня 1921 року в селі Феліксіївка (нині — Берестівка, Липовецький район Вінницької області України). Отримав середню освіту, після чого працював учителем. У 1939 році Козаченко був призваний на службу в Робітничо-селянську Червону Армію. У 1941 році він закінчив Київське піхотне училище. З вересня того ж року — на фронтах Великої Вітчизняної війни. У 1942 році Козаченко закінчив курси «Постріл». До вересня 1943 року капітан Олексій Козаченко командував 1-м стрілецьким батальйоном 835-го стрілецького полку 237-ї стрілецької дивізії 40-ї армії Воронезького фронту. Відзначився під час битви за Дніпро.
В ніч з 23 на 24 вересня 1943 року батальйон Козаченко переправився через Дніпро в районі села Гребені Кагарлицького району Київської області Української РСР і захопив плацдарм на його західному березі. У наступні дні батальйон відбивав численні запеклі німецькі контратаки, яких тільки за 30 вересня-23.
Указом Президії Верховної Ради СРСР від 23 жовтня 1943 року за «зразкове виконання бойових завдань командування на фронті боротьби з німецькими загарбниками і проявлені при цьому мужність і героїзм» капітан Олексій Козаченко був удостоєний високого звання Героя Радянського Союзу з врученням ордена Леніна і медалі «Золота Зірка» за номером 2644.
Надалі Козаченко брав участь у визволенні Правобережної України, Молдавської РСР, Румунії, Угорщини, Чехословаччини. Після закінчення війни він продовжив службу в Радянській Армії. У 1969 році в званні полковника Козаченко був звільнений у запас. Проживав у Вінниці, працював викладачем. Помер 13 листопада 1976 року, похований на Центральному кладовищі Вінниці.
Був також нагороджений орденом Червоної Зірки і низкою медалей.
На Лукашівській загальноосвітній школі у 2007 році відкрито меморіальну дошку імені Козаченка Олексія Констянтиновича.